# Filippo Abbiati

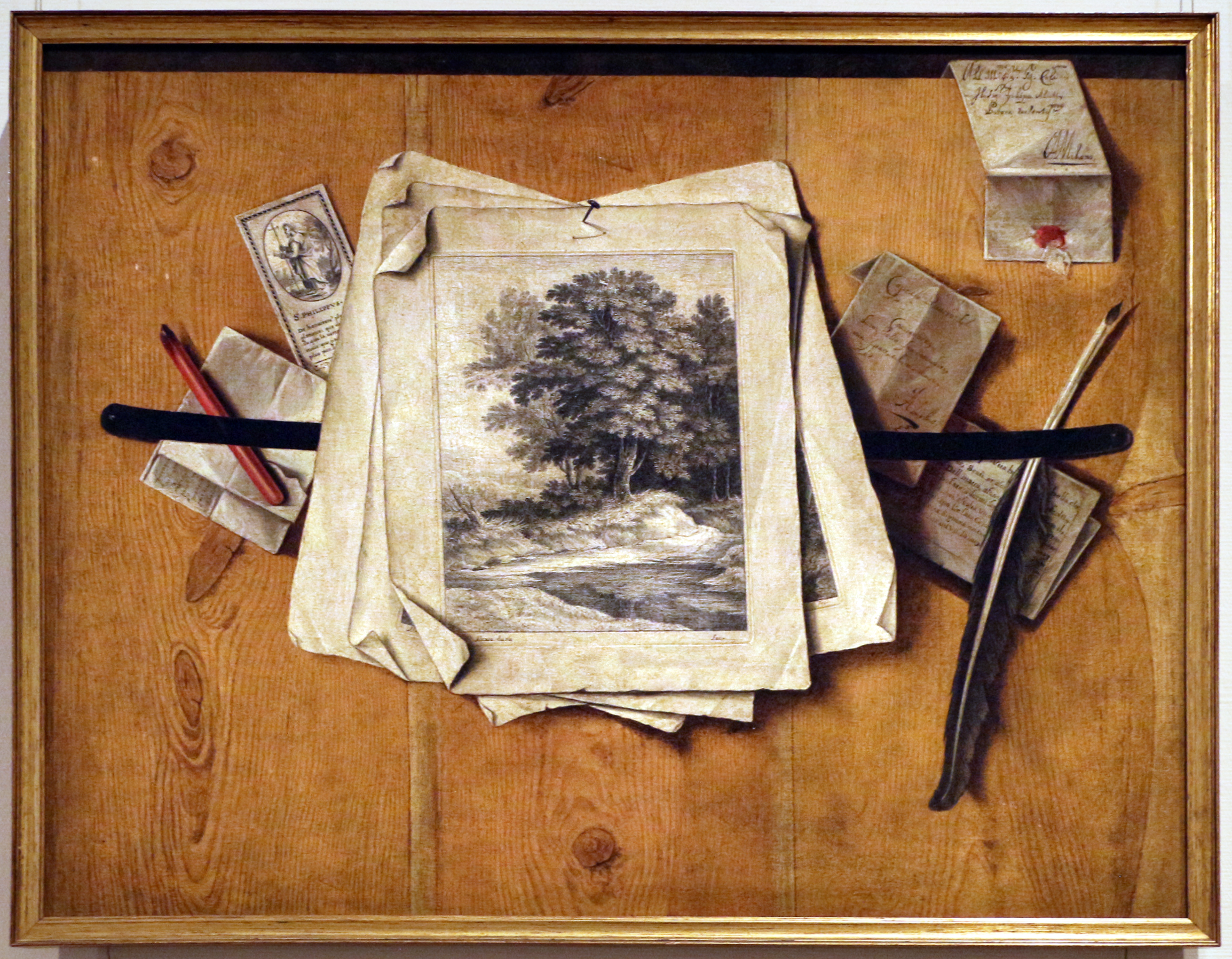
Trompe-l’œil, etwa 1690

Filippo Abbiati (* 1640 in Mailand; † 1715 ebenda) war ein italienischer Maler. Er gehört zusammen mit Andrea Lanzani und Stefano Maria Legnani zu den bedeutendsten Malern des lombardischen Manierismus.

## Leben
Filippo Abbiati, über dessen Leben nur relativ wenige Fakten bekannt sind, war zunächst in Mailand Schüler von Carlo Francesco Nuvolone. Später nahm er beim wie er selbst in Mailand geborenen Maler Antonio Busca Unterricht. Vor allem aber studierte er die frühe lombardische Seicento-Malerei, u. a. Werke von Giovanni Battista Crespi und Giulio Cesare Procaccini. Dann erhielt er Kenntnis vom römischen Barock, dessen Stil er in Norditalien zur vollen Blüte brachte. Gegen Ende des 17. Jahrhunderts wurde er schließlich in seinen Spätwerken Vorläufer und Pionier des italienischen Rokoko, wobei er Berührungspunkte mit venezianischen Malern wie Federico Bencovich und Sebastiano Ricci zeigt. Mit diesem Kunstverständnis beeinflusste er seine Schüler, zu denen Pietro Maggi, Giuseppe Rivola und Alessandro Magnasco zählen.
Abbiatis umfassendes Schaffen beschränkte sich im Wesentlichen auf Mailand und benachbarte Gebiete. 1671 malte er eine heute nicht mehr vorhandene Leinwand für die Mailänder Kirche Santa Maria del Carmine. Vielleicht lebte er in seinen jungen Jahren einige Zeit in Venedig, wie sein ebenfalls nicht erhaltenes Bild in der Scuola di San Giovanni in Murano nahelegt. Vereinzelt wird in der kunsthistorischen Forschung darüber hinaus angenommen, dass Abbiati sich vor 1674 nach Rom begeben habe, weil sich damit Einflüsse römischer Malerei auf seine 1674 entstandene Leinwand des Beato Tolomeo in der Mailänder Kirche San Vittore al Corpo erklären ließen.
Viele Altarbilder schuf Abbiati im letzten Viertel des 17. Jahrhunderts für Gotteshäuser in Mailand und in dessen Umgebung gelegenen Städten. 1677 malte er, vielleicht in Zusammenarbeit mit Luca Borromeo, für das Santuario della Beata Vergine dei Miracoli in Saronno eine Predigt Johannes des Täufers. Laut einem Zahlungsbeleg stellte er ferner 1680 drei Gemälde für die Mailänder Kirche San Sebastiano her. Als sein Meisterwerk gelten seine gemeinsam mit Federico Bianchi im Zeitraum von 1683–96 geschaffenen Fresken in der Mailänder Kirche Sant’Alessandro. Es ist hier allerdings nicht einfach, die Werke der beiden Maler voneinander zu unterscheiden. Daneben zeichnete Abbiati u. a. 1683 das Konzil von Ephesos für die Mailänder Kirche Santa Maria del Carmine sowie 1684–86 31 Bilder mit Szenen aus dem Leben des heiligen Laurentius für den Dom in Novara. 1698 reichte er seinen Wettbewerbsbeitrag für den Entwurf einer Silberstatue im Mailänder Dom ein. Zwei Jahre später stellte er eine Zeichnung für die feierliche Bestattung Karls II. her. Ebenfalls um 1700 malte er für die Mailänder Kirche Sant’Antonio Abate zwei Szenen aus dem Leben des heiligen Andrea Avellino, außerdem Heiliger Antonius bekehrt einen Ketzer und Heiliger Petrus Martyr entlarvt eine falsche Madonna. Über das Leben und Werk Abbiatis nach 1700 bis zu seinem Tod 1715 ist fast nichts bekannt.

## Weitere Werke
- Porträt des Filippo Pirogalli, um 1677, Mailand, Ospedale Maggiore:
- Selbstporträt, Mailand, Pinacoteca di Brera
- Die Geburt der Jungfrau Maria, um 1680, Morbio Inferiore, Schweiz, Basilika Santa Maria dei Miracoli
- Die Jungfrau Maria erscheint dem Papst Honorius III., Pavia, Santa Maria del Carmine
- S. Siro vor dem Papst, Dom von Pavia
- David, Moses, S. Augustinus, Certosa di Pavia
- Christus trägt das Kreuz, Pavia, Museo Malaspina

Die Zeichnungen von Abbiati werden in der Pinacoteca Carrara in Bergamo und in der Biblioteca Ambrosiana in Mailand aufbewahrt.